# Nukak

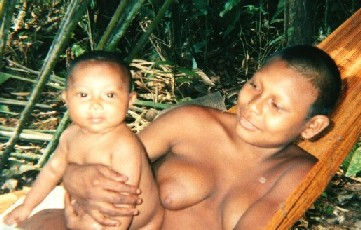
Mujer nükak, 1993

Los Nukak [nɨkâk], son un pueblo indígena que vive en la selva húmeda tropical, entre los ríos Guaviare e Inírida, en el departamento del Guaviare en la región amazónica colombiana.

## Aprovechamiento del medio

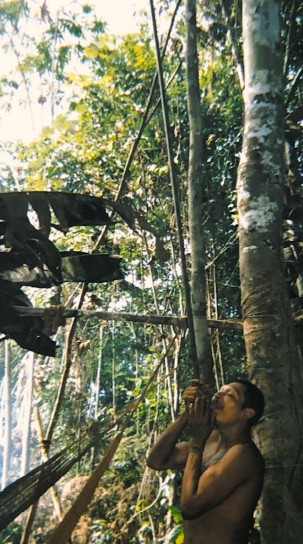
Hombre Nükak cazando con cerbatana en 1993

Son cazadores-recolectores con patrones nomádicos estacionales y además practican una horticultura itinerante en pequeña escala. Cazan, especialmente las diversas especies de monos (Alouatta spp., Cebus spp., Saimiri sp., Lagothrix sp., Ateles sp., Saguinus nigricollis, Cacajao melanocephalus, Cheracebus lugens), y también aves (patos criollos, pavas, paujiles, tentes, tucanes), con cerbatanas construidas de tallos de palma y dardos con curare(Curarea sp.), el veneno especial para paralizar la víctima); usan además la cerbatana con tabletas llenas de látex para cazar aves pegando sus plumas y alas en pleno vuelo.
Con jabalinas de madera de palma zancona (Socratea exorrhiza), cazan dos especies de pecarí (Tayassu pecari y Dicotyles tajacu) y el Caiman sclerops, cuyos huevos también consumen. No cazan ni comen venados (Mazama sp., Odocoileus virginianus) ni dantas (Tapirus terrestris), por considerar que pertenecen  al mismo grupo de origen de los seres humanos. Capturan lapas; agutís; armadillos (Dasypus novemcinctus); tortugas de tierra (Geochelone denticulata); ranas; cangrejos; camarones; caracoles; larvas de escarabajos de las palmas (mojojoy, "mun", Rhynchophorus spp.); larvas de varias especies de avispa y orugas y huevos de una especie de araña.
Pescan con frecuencia varias especies de peces, como bagres (Brachyplatystoma spp., Pseudoplatystoma fasciatum), dormilones (Hoplias sp.), pirañas (Serrasalmus spp., Pygocentrus spp.), palometas (Myloplus spp., Mylossoma spp.), payaras (Hydrolicus sp.), pavones (Cichla sp.) y manta rayas (Potamotrygon sp.). Actualmente parte de la actividad se realiza con cordel y anzuelo de metal, aunque aun pescan como tradicionalmente, con arco y flecha o arpones, trampas o nasas ("mei", jaulas de agua) y con barbasco (Lonchocarpus spp., "nuún", raíz de un bejuco que por contener ciertas sustancias, al ser rallada y lanzada en pequeñas corrientes de agua o en la estación seca, atonta a los peces, que pueden entonces recogerse a mano).
Recolectan miel de más de veinte especies de abejas y gran cantidad de frutos, entre los que se destacan los de las palmas (Jessenia bataua, Oenocarpus sp., Attalea spp., Mauritia flexuosa, Euterpe precatoria), el platanillo (Phenakospermum guianense), la piñuela (Aechmea sp.), las "guamas" (Inga sp.), el juansoco (Couma macrocarpa), el huito (Duroia maguirei), la "waná" (Dacryodes peruviana) y los de otros árboles (Iryanthera ulei, Theobroma spp., Pourouma spp., Parinari sp., Micrandra sp., Helicostylis sp., Caryocar sp., Talisia sp., Touraleia sp., Dacryodes spp., Perebea spp., Protium sp., Hymenaea sp., Cecropia sp., Batocarpus sp., Hyeronima sp., , Brosimum sp., Dialium sp., Garcinia sp.,  Manilkara sp., Naucleopsis spp., Pradosia sp., Pouteria sp.); bejucos (Abuta sp.,  Salasia sp.,  Passiflora vitifolia); y arbustos (Duroia hirsuta, Mouriri sp., Eugenia spp., Alibertia sp.). También los zarcillos tuberosos de la enredadera "düuyí" (Cissus sp.). Toman la resina dulce del "mupabuat" (Lacunaria sp.) y el agua de bejuco (Doliocarpus sp.).
La recolección de material vegetal incluye los elementos necesarios para cubrir sus campamentos "wopyi" (hojas de platanillo y de palmas), hacen sus hamacas (con fibra de la palma de cumare Astrocaryum sp.), amarres (Heteropsis tenuispadix, Eschweilera sp., Anthurium sp.), cerbatanas (Iriartella setigera, Bactris maraja), arcos (Duguetia quitarensis), cabos de hacha (Aspidosperma sp.), dardos (espinas de Oneocarpus sp.), funda para los dardos (hojas de Calathea sp.), algodoncillo para asegurar los dardos (Pachira nukakica, Ceiba sp., Pseudobombax sp.), guayucos para hombre (Couratari guianensis), canastos (Heteropsis sp.), morrales desechables o catarijanos (Jessenia bataua, Heliconia sp.), jabón (Cedrelinga cateniformis), perfume (Myroxylon sp., Justicia pectoralis) y diversos objetos como los ralladores fabricados de la raíz de la palma zancona.
Con los dientes de la piraña (Serrasalmus) fabricaban juegos de cuchillas, aunque la mayoría las han substituido por las metálicas. También practicaban hasta 1990 la alfarería en pequeña escala, fabricando pequeñas ollas para llevar en sus recorridos y otras grandes para dejar en sitios claves. Hoy prefieren conseguir ollas metálicas. Cuando no tienen fósforos o encendedores, aun usan palos especiales (Pausandra trianae) para producir fuego. Algunos grupos todavía fabrican espejos de la resina de cariño (Trattinnickia glaziovii o Protium asperum). No fabrican ya hachas de piedra, como hacían en el pasado.
Tienen huertos en su territorio, a lo largo de sus recorridos. Cultivan tradicionalmente para la alimentación, tubérculos como batatas (Ipomea sp.), mafafas o taros (Xanthosoma violaceum, Colocasia sp.), ñames (Dioscorea sp.)  y yuca o mandioca (Manihot esculenta). También palmas de chontaduro (Bactris gasipaes), piña (Ananas comosus), ají o chile (Capsicum chinense), uva caimarona (Pourouma cecropiifolia), anonáceas (Annona sp., Rollinia sp.), ucuye (Macoubea guianensis), papaya (Carica sp.) y maíz (Zea mays). En todos los huertos hay banano (Musa paradisiaca) y caña de azúcar (Saccharum officinarum). Más recientemente han introducido en el huerto otras plantas, como el marañón (Anacardium occidentale).
También cultivan plantas para obtener útiles para la vida diaria: los totumos (Crescentia cujete, Lagenaria siceraria, Posadaea sphaerocarpa), para hacer recipientes; el achiote (Bixa orellana) y el carayurú (Arrabidaea chica), para pintarse el cuerpo; y la caña brava (Gynerium sagitatum), para fabricar flechas y arpones. El tabaco (Nicotina tabacum) se cosecha para usos rituales.
Antes de plantar, los hombres se encargan de la roza, tumba y quema de un área. Todas y todos los integrantes del grupo participan en la siembra y la recolección de la cosecha. Las mujeres dedican más tiempo que los hombres al cuidado del huerto. Teóricamente cada mata es de quien la sembró.

## Aspectos sociales
El matrimonio, base de los grupos domésticos, se establece después de que el hombre ha cortejado formalmente a la mujer con regalos aceptados y ella ha accedido a vivir con él. Para buscar pareja, un hombre debe haber pasado por un ritual de iniciación tras la pubertad "úu jümup", en el cual soporta diversas penalidades y dificultades, demuestra las habilidades fundamentales para la subsistencia y consume un alucinógeno (Virola sp.).
Cada Núkâk se considera parte de un patrilinaje "nüwayi", designado por el nombre de un animal o planta. Estos clanes son exógamos. Se considera la pareja más adecuada la formada con primos cruzados, en tanto que los primos paralelos, como los hermanos, no deben unirse, por lo que cada hombre busca mujer en grupos donde las hermanas y tías maternas están casadas y por tanto las solteras son elegibles. Si la mujer vive aun en el hogar del padre, los regalos del pretendiente deben incluirlo. Cuando la mujer acepta, se establece en el campamento con el hombre y cuando tienen un hijo se consideran una pareja formal, lo cual establece mutuas relaciones de parentesco  expresadas en derechos y deberes de reciprocidad. Un hombre puede tener varias esposas, aunque muchos tienen una sola y son pocos los que llegan a tres. Esta poligamia coexiste con una poliandria temporal durante el embarazo, con el objetivo de mejorar las calidades de quien va a nacer.

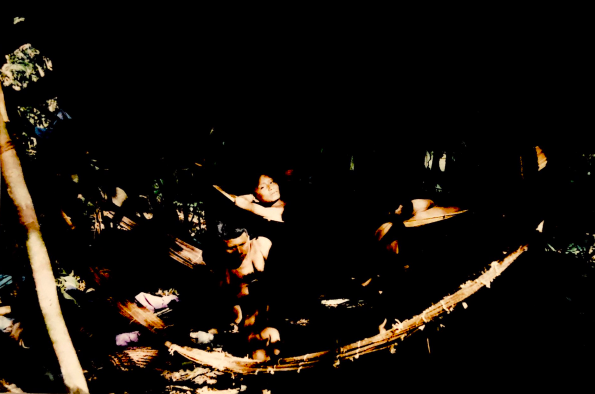
Hogar Nükak en su campamento de la selva del Guaviare, en 1993

Cada grupo doméstico hace parte de un grupo territorial "wün" y se integra con otros para las labores y la seguridad, según las distintas estaciones y situaciones. Todos los grupos se consideran a su vez como gente "muno" de una región. Han sido identificados al menos diez grupos territoriales Nükâk, integrado cada uno por 50 o 60 personas, que la mayoría del año no permanecen juntas sino se distribuyen en grupos de caza y recolección de acuerdo con las estaciones climáticas y las situaciones de seguridad.
]
Las regiones del territorio con las que se identifica cada uno según su origen, son:
- "Miípa" (río Inírida medio),
- "Wayari" (río Guaviare),
- "Meu" (coronilla de la cabeza, alto Guaviare),
- "Taka" (pecho, alto Inírida).

Además recuerdan la gente que encabezó la migración ancestral desde el oriente, los "Wükü i mena"  que continuaron el camino hasta establecerse al occidente y cuya ubicación actual se desconoce. Umu, la mujer mayor lideresa de los nükak que huyeron a Calamar en 1988, guio a su gente para buscar en los alrededores del actual poblado a un grupo de parientes, que visitó cuando era niña. Es probable que se trate del grupo "macú" reportado en la cuenca del río Ajaju en 1978 y de los "nukak" vistos varias veces durante el siglo XXI en la región del Chiribiquete.
En ciertos eventos se reúnen grupos de regiones diferentes, antes de lo cual practican un ritual especial, "entiwat" o "bakwan", en que los grupos bailan frente a frente, se golpean y ofenden y luego se abrazan, recuerdan con llanto a sus antepasados y se expresan afecto. Los grupos practican el trueque "ihinihat", especialmente porque no todos los recursos se encuentran en un mismo territorio.

## Lengua
Los Núkâk hablan una lengua tonal, que forma parte de la familia Makú-Puinave, y está estrechamente relacionada con la lengua de los Kãkwã, Cacua o Bara-Makú, hablada en el Querarí y Papurí, cuenca del Vaupés.
Tiene seis vocales orales y seis nasales (alta anterior cerrada [i], alta central no redondeada [ɨ], posterior alta redondeada [u], media anterior abierta [ɛ], posterior media no redondeada [ʌ], central baja [a]). La vocal [u] se realiza como semivocal labial sonora [w], en posición posnuclear o antes de otra vocal al comienzo de la palabra o sílaba, con una variante nasalizada al lado de î, ê, â y una variante sorda [ʍ] antes de [i], [ĩ], [ɨ], si sube el tono. La vocal [i] se realiza como semivocal palatal [j] (y) cuando va seguida de otra vocal al final del morfema.
Presenta once fonemas consonánticos [p]; [b] ([m] con vocal nasal, postnasalizada al final de palabra); [t]; [d] ([n] con vocal nasal, postnasalizada al final de palabra); [c] ([ʦ] o [ʧ] indiferentemente); [ɟ] ([ɲ] en ambiente nasal); [k], [ɡ] ([ŋ] en ambiente nasal); [ɹ] (varía libremente con [ɺ], [l], [r]); [h] (aspirada); [ʔ] (el cierre glotal).
Registra tonos contrastantes alto y ascendente en los pies acentuados. El tono alto tienen una variante descendente cuando la vocal en que reace el acento precede una consonante oclusiva o la fricativa glotal [h]. Los pies no acentuados registran tono bajo. Cada tono modifica totalmente el significado de la palabra o pie tonal. 
El orden corriente de la oración es sujeto objeto verbo SOV, aunque el sujeto puede no anteceder al objeto, porque el verbo se conjuga con prefijos personales de conjugación que lo expresan y con sufijos de tiempo y modo. Los casos se expresan con sufijos en los nombres (declinación). Las preposiciones de las lenguas indoeuropeas son posposiciones sufijadas.

## Cosmología

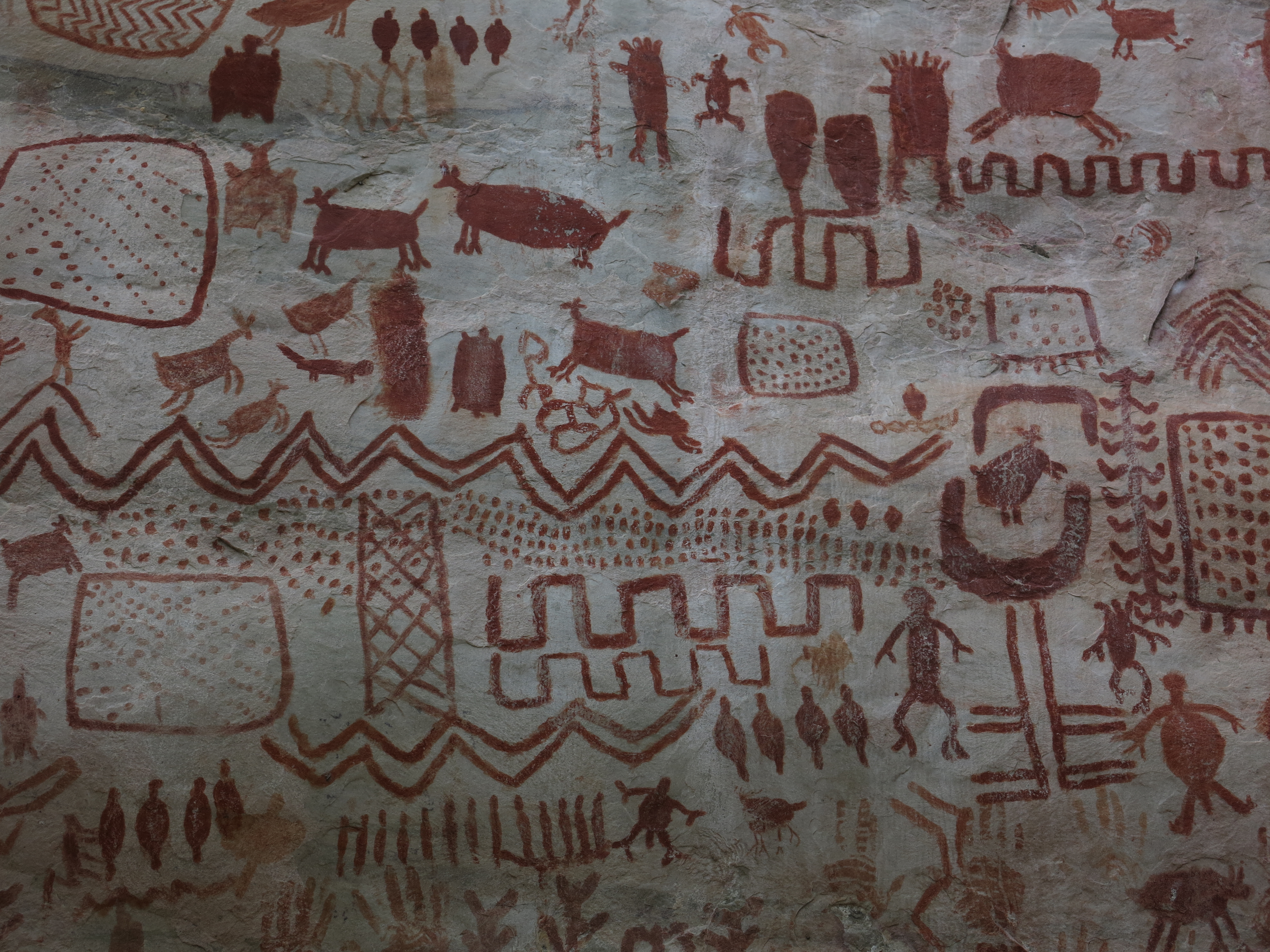
Según los Nükak sus ancestros descendieron de lo alto del cerro con bejucos y fabricaron andamios para realizar estas pinturas "ñekejat".

Consideran que hay tres mundos: arriba "jea"; el mundo donde vivimos ahora "yee" y el mundo de abajo "bak". Las personas vinieron a este mundo desde "bak", junto con algunos animales y plantas. "Kâk" significa persona, y el prefijo "nü" se aplica a quienes proceden de abajo y viven ahora en este mundo. En cambio, otra parte de los animales y plantas siempre han estado en este mundo y finalmente otros fueron el resultado de la acción del héroe cultural Mauro'. En "jea", además de los astros viven espíritus.
Los Nükak salieron de bak por un agujero cavado por Macharako, una mujer. El agujero estaba al oriente de su territorio actual. Determinados Nükak consiguen la habilidad para comunicarse con los mundos de arriba y abajo. Esa comunicación puede fertilizar la tierra y hace abundar los frutos y alimentos. Un antepasado , "Deiyiambena", trotaba en círculo y así hacía proliferar las plantas comestibles, analogía de la proliferación de la selva con la itinerancia de los grupos en el territorio.
Cuando la persona muere, se desprenden tres espíritus suyos: uno va a "hea" a donde vive el sol, es como la semilla de la gente, que al llegar allá no se enferma ni muere más, sino que vive cómodamente. Allá están también los árboles matrices y si los espíritus de "hea" comen mucho sus frutos, los árboles de este mundo producen grandes cosechas. Otro espíritu del fallecido, "nemep", queda en este mundo, en la selva y puede hacer mal a quien no quiere. Un tercer espíritu va a "bak", a las casas de las dantas y los venados, con quienes se casa y tiene hijos, por lo cual dantas y venados no deben ser cazados aquí, porque son parientes o inclusive antepasados. La gente de abajo "bak münü" puede ayudar a la gente sobre la tierra a curarse cuando están enfermos o a conseguir determinados alimentos, como también los habitantes del mundo de arriba.
La enfermedad puede ser causada por ataques de dardos espírituales de los espíritus de los muertos o de los "takueyí" que viven en "hea y también lanzan los rayos cuando están furiosos o pueden venir a hacer daño a este mundo. También una persona viva puede aprender a lanzar dardos de enfermedad o a curar las enfermedades. La medicina tradicional de los Nükâk se basa en las curaciones por poder espiritual. También practican procedimientos físicos, como un sonido que hacen las mujeres sobre la parte afectada, para que salgan los nuches (Dermatobia hominis); y usan algunas plantas medicinales como las hojas de "wamao" (Siparuna decipiens) para curar picaduras de la hormiga yanabe (Paraponera clavata) y la fiebre; la corteza del fariñero (Clathrotropis macrocarpa) para curar llagas; o un helecho (Niphidium crassifolium) y la corteza de "burikúi" (Philodendron victoriae) para curar la picadura de algunas serpientes. 
Se considera que la salud depende de la integridad del éoro', una sustancia rojiza que rodea a la persona como un aura, que puede ser vista sólo por algunos en ciertas circunstancia y que puede ser dañada o reconstruida por poderes espirituales o físicos.

## Situación de alto riesgo

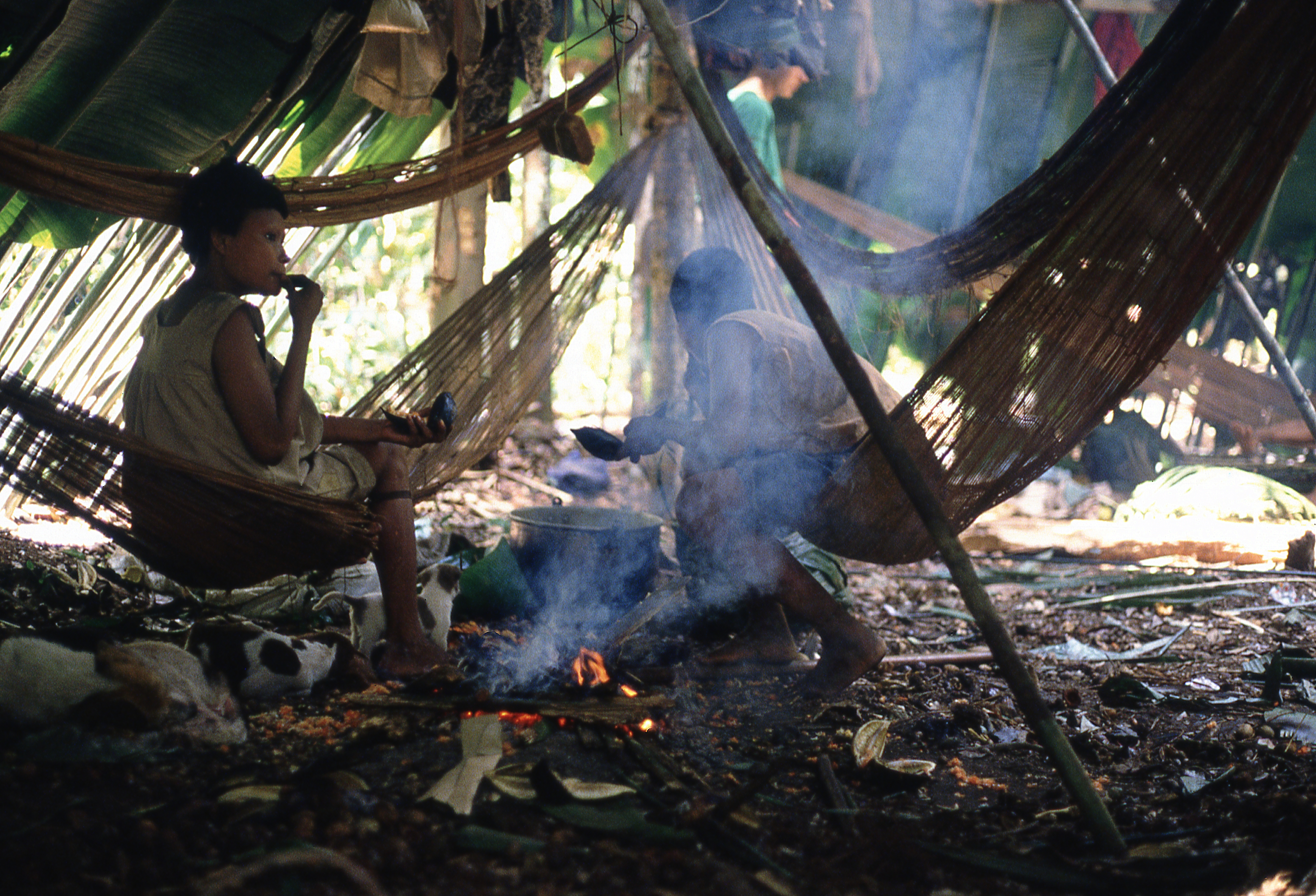
Pareja nükak en un campamento en 2014

Tras la persecución de indígenas para capturarlos como esclavos de las explotaciones de caucho (Hevea brasiliensis) en la región, a finales del siglo XIX y comienzos del XX durante la llamada Fiebre del caucho, los Nükák se aislaron de todo contacto hasta 1965, cuando la colonización ganadera llegó a su territorio y algunos Nükák murieron a manos de algunos colonos de Charras, al reclamar los indígenas que los colonos destruyeron un huerto.
Se volvió a tener noticias de ellos en 1988 cuando 43 llegaron a Calamar (Guaviare), huyendo de un ataque de los colonos que cultivaban coca en las cercanías del río Guaviare, a raíz de un conflicto por niños: algunoos colonos, escasos de hijos por haber pocas mujeres en la colonización, robaban niños indígenas y algunos indígenas decidieron llevarse un niño que encontraron, tras lo cual fueron perseguidos a muerte. Por esta época la población Nükák era de aproximadamente mil personas.

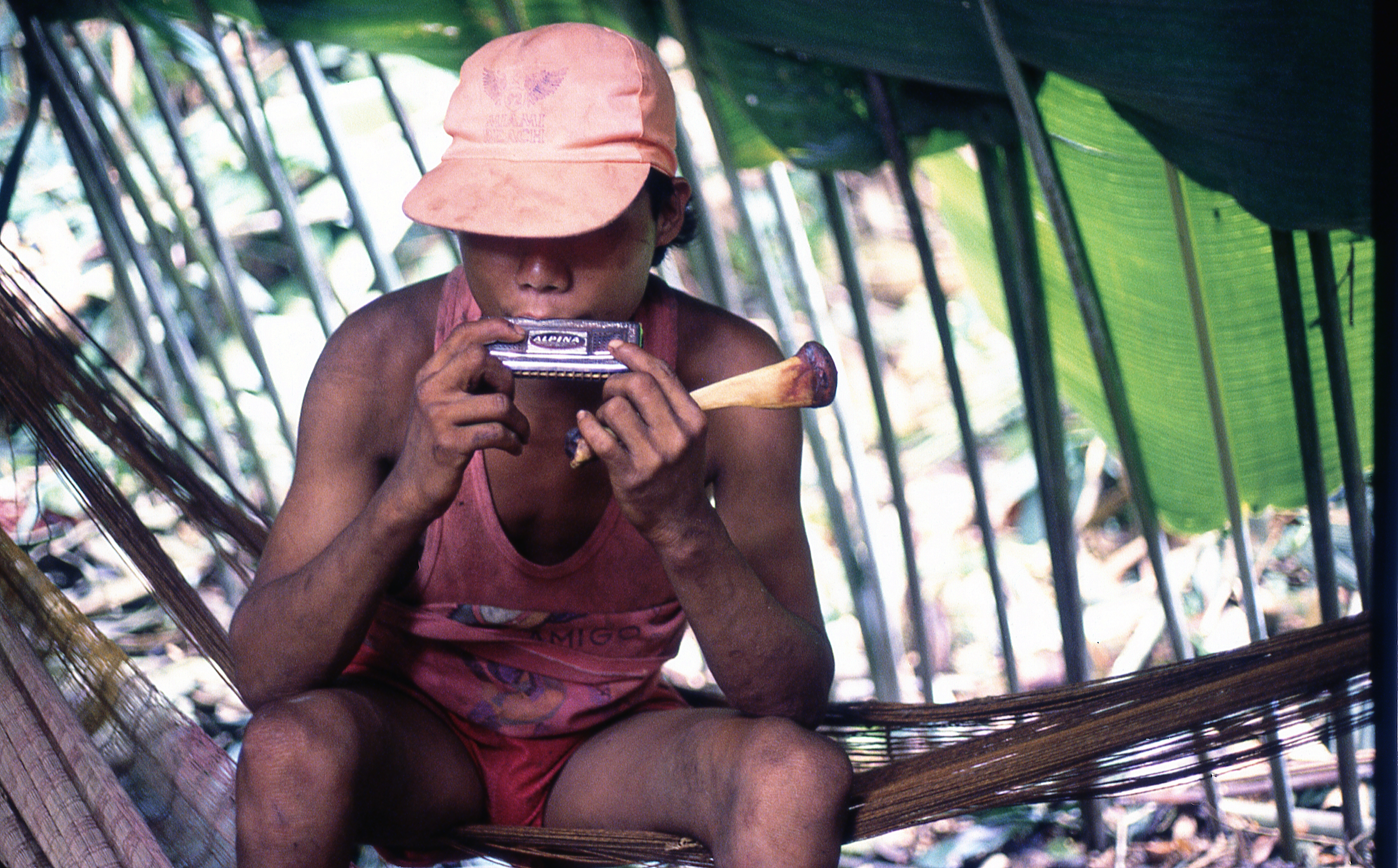
Joven nükak con su flauta tradicional de hueso mikwepàt en una mano, toca una armónica.

A partir del regreso de este grupo a su territorio, se presentaron varias epidemias que diezmaron la población Nükák y la redujeron a cerca de 400 personas. Gripe, sarampión, parotiditis, malaria falciparum, hepatitis, meningitis, los afectaron sin que hasta 1998 el Estado colombiano adelantara un programa de atención en salud para defender a los Nükák de estas enfermedades y de los problemas del contacto. Con el falso argumento de que “nadie sabe quiénes son sus líderes”, ni siquiera se le permitió a los Nükák, para curarse, usar dineros de su propiedad que de acuerdo con la Constitución de Colombia son consignados anualmente desde 1993 en un banco. Solamente en 1998 las secretarías de Salud y Asuntos indígenas el departamento del Guaviare empezaron un programa de salud, gracias al cual volvió a aumentar poco a poco la población Nükák. Otros programas de salud se han llevado a cabo, pero el conflicto armado que ocurre en Colombia, impide ahora que se desplieguen adecuadamente.
Aunque registró un crecimiento demográfico desde 1999, el pueblo Nükák enfrenta cada vez con mayor fuerza una nueva invasión de colonos a su territorio legalmente reconocido, debido a que los cultivos de coca cercanos al río Guaviare han sido fumigados con glifosato (Round-up de Monsanto). Los propios Nükák sufrieron efectos de las fumigaciones y han tenido las enfermedades de la piel por esta causa. Los colonos campesinos que abandonaron las cercanías de ese río para ocultar sus cultivos de los aviones y satélites, han establecido pequeños cultivos de coca dispersos por la selva, dentro del Resguardo Nükák, territorio de propiedad colectiva de los nükâk, reconocido en 1993 y ampliado en 1997, tras sendas campañas internacionales.

### Desplazamiento forzado
La dispersión de la pequeña producción de coca de los colonos, por todo el territorio Nükák, no sólo aumentó los riesgos del contacto y aumenta cada vez más el número de Nükâk que trabajan como jornaleros en la recolección de hojas de coca y otras labores asociadas, sino que atrajo a los diferentes actores armados en torno al comercio de la coca. Existen fracciones diferentes de paramilitares rivales, el ejército y policía y guerrillas, enfrascados en una guerra sin cuartel. Esta ha sido una verdadera catástrofe dentro del territorio; ha producido el desplazamiento forzado del 35 por ciento de la población Nükâk hacia fuera de su territorio; ha cobrado víctimas por asesinatos, amenazas, explosiones de los combates, interrumpe frecuentemente las rutas de caza, pesca y recolección y, aunque algunos grupos Nükák han logrado preservar su vida tradicional o por lo menos mantener cierta independencia, cada día el espacio donde es posible hacerlo es menor.

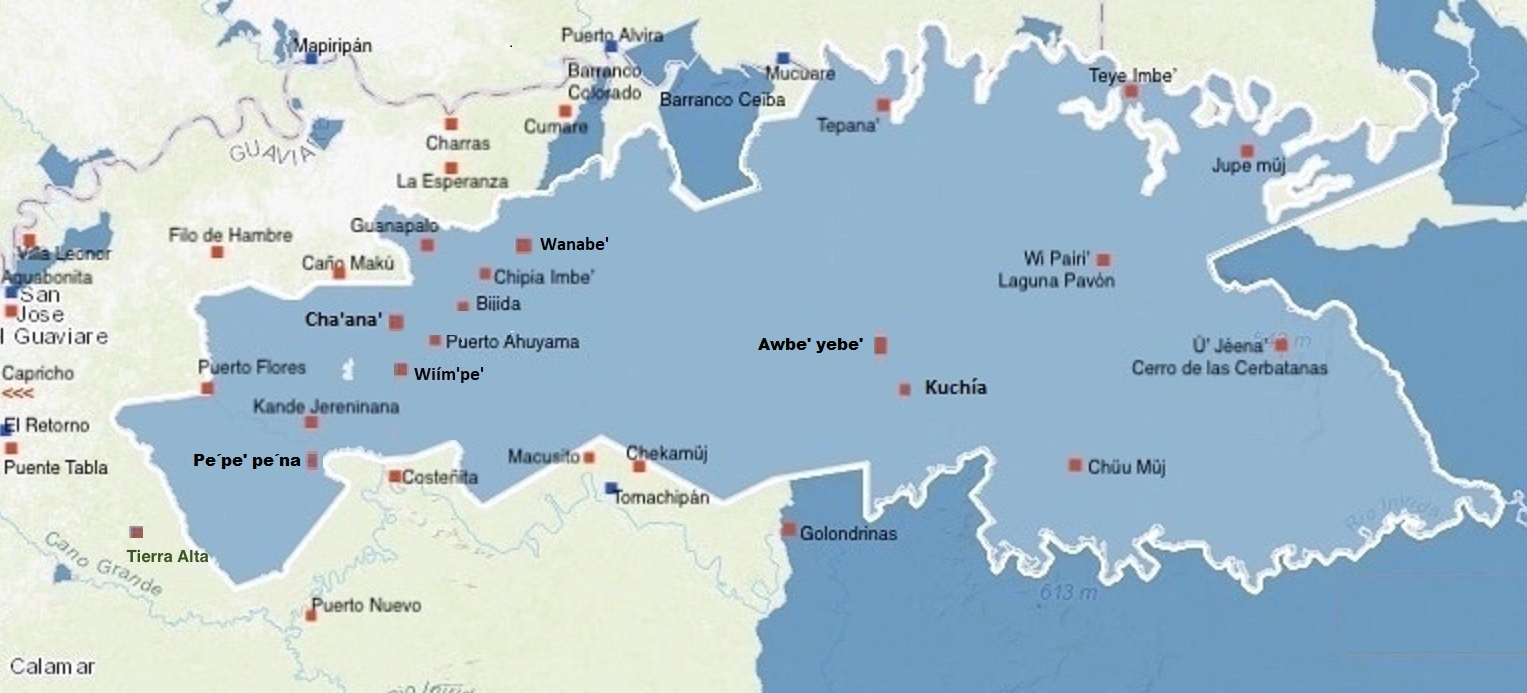
Asentamientos Nükak 2025

En 2002, los paramilitares de la AUC desplazaron forzadamente a la población de los habitantes de Caño Macú, Guanapalo y Churrasquear, entre ellos los Nükak. Primero 28 y luego 51 Nükak.
En abril de 2005, el frente 44 de las FARC desplazó a 14 NÜkak de Caño Hormiga y luego entre octubre de ese año y marzo de 2006 a otros 150 de La Rompida y Araguato.
En octubre de 2006 un líder y portavoz en español de los nükak se suicidó con veneno. Amigos y la Organización Nacional Indígena de Colombia (ONIC) le describieron como desesperado por su incapacidad de asegurar suministros o la vuelta segura a su territorio para los nukak.
En 2017 el pueblo Nükak creó su Consejo de Autoridades Tradicionales, conformado por los líderes 13 grupos Nükak que se conocen en el Departamento del Guaviare.
Desde 2021 se desarrolla el "Proceso etnoeducativo nükak: una educación que camina con nosotros", que cuenta con 21 sabedores, 22 dinamizadores, 15 autoridades, asesores pedagógicos y lingüístico y 669 estudiantes.
El 1 de junio de 2023 el juez 1.º de restitución de tierras de Villavicencio admitió la demanda para restituir los derechos territoriales al pueblo Nükak.
Desde 2016 la invasión y deforestación del resguardo de los Nükak ha sido provocada principalmente por inversionistas ganaderos ilegales. Para acelerar la colonización han construido vías dentro del Resguardo, desde Guanapalo, Puerto Flórez, Caño Macú y Caño Pava y en Caño Mosco y Gualandayes bajo.

### Reocupación del Resguardo
En 2022, grupos locales nükak estaban reasentados dentro del Resguardo en Chipia im be', Wim'pe' y Kande jerenina. Dos grupos más preparaban su vuelta al territorio. En diciembre de 2023 ya siete grupos estaban en asentamientos de reocupación: los tres mencionados y además Wanabe', Cha'ana, Kaba Koro'ana y Pe'pe'pena. Además, los grupos de Cheka müj, Macusito, Golondrinas, Caño Macú y Guanapalo, ubicados en vecindades del Resguardo, tienen planes de reubicación.